# Vietnam Open 1996
Die Vietnam Open 1996 im Badminton fanden vom 21. bis zum 24. November 1996 in Ho-Chi-Minh-Stadt statt.

## Sieger und Platzierte
| Disziplin    | Gold                        | Silber                | Bronze                           |
| ------------ | --------------------------- | --------------------- | -------------------------------- |
| Herreneinzel | Nunung Subandoro            | Yan Wei               | Jason Wong                       |
| Herreneinzel | Nunung Subandoro            | Yan Wei               | Tam Kai Chuen                    |
| Dameneinzel  | Zeng Yaqiong                | Sun Jian              | Choi Ma-ree                      |
| Dameneinzel  | Zeng Yaqiong                | Sun Jian              | Lidya Djaelawijaya               |
| Herrendoppel | Lee Wan Wah Choong Tan Fook | Liu Yong Zhang Wei    | Chew Choon Eng Rosman Razak      |
| Herrendoppel | Lee Wan Wah Choong Tan Fook | Liu Yong Zhang Wei    | Ade Sutrisna Victo Wibowo        |
| Damendoppel  | Zhang Jin Peng Xinyong      | Sun Jian Zeng Yaqiong | Lidya Djaelawijaya Finarsih      |
| Damendoppel  | Zhang Jin Peng Xinyong      | Sun Jian Zeng Yaqiong | Choi Ma-ree Chung Jung-hee       |
| Mixed        | Liu Yong Zhang Jin          | Sandiarto Finarsih    | Victo Wibowo Eti Tantra          |
| Mixed        | Liu Yong Zhang Jin          | Sandiarto Finarsih    | Hồ Văn Lợi Nguyễn Thị Thanh Tiền |